# Karel Van Mander
Karel van Mander (n. mai 1548, Meulebeke, Grafschaft Flandern, Belgia – d. 11 septembrie 1606, Amsterdam, Comitatul Olanda, Provinciile Unite), a fost un pictor și scriitor flamand.
S-a stabilit în Haarlem în 1583.